# Lathys sindi
Lathys sindi är en spindelart som först beskrevs av Lodovico di Caporiacco 1934.  Lathys sindi ingår i släktet Lathys och familjen kardarspindlar. Inga underarter finns listade i Catalogue of Life.